# Спиридон (архиепископ Новгородский)
Архиепископ Спиридон (ум. 1249) — епископ Русской православной церкви, архиепископ Новгородский и Псковский.

## Биография

### Хиротония

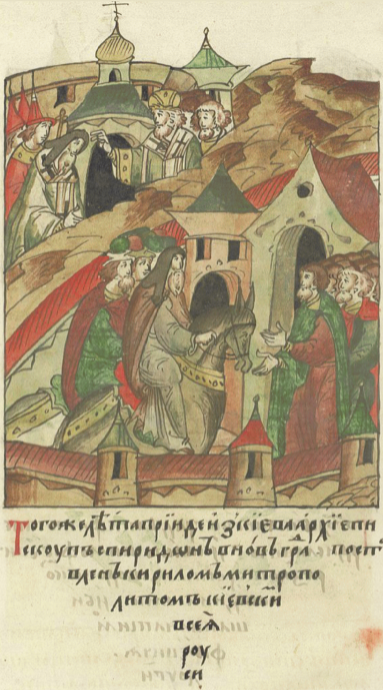
Поставление Спиридона в архиепископы Новгородские, прибытие Спиридона в Новгород

В 1229 году из иеродиаконов новгородского Юрьева монастыря избран был новгородским вечем по жребию главою новгородского духовенства и сделался, таким образом, попечителем республики, так как архиепископ принимал большое участие в делах её. В том же году, 17 декабря, отправился в Киев для хиротонии.
В следующем 1230 году в сырную неделю, 18 февраля, митрополит Кирилл посвятил Спиридона в священники, а 25 февраля «по чистей недели на сбор», то есть в неделю Православия, хиротонисан и в архиепископа.

### Деятельность на посту
19 мая того же года архиепископ Спиридон прибыл из Киева в Новгород и вскоре совершил постриг над княжичем Ростиславом Михайловичем, в ознаменование того, что новгородское княжение должно было перейти от отца к сыну; такого обряда до сего времени ещё не совершали над сыновьями новгородских князей. Обряд состоял в том, что архиепископ в Софийском соборе по прочтении молитвы, в требнике положенной в последовании крещения на пострижение волос, торжественно постриг волосы у юного князя. Вскоре после этого Ростислав был оставлен отцом княжить в Новгороде.
В этом (1230) году в Новгороде был ужасный мор, от которого погибло множество народа; на Прусской улице близ Петропавловской церкви архиепископ построил скудельницу, которую 3030 трупов наполнили до верха. Так как мор продолжал свирепствовать, по воле архиепископа построены были ещё две скудельни, которые тоже наполнены были трупами.
Весною 1232 года сильный пожар превратил в пепел весь Словенский конец; опасаясь от пламени, много новгородцев потонуло в Волхове. Архиепископу Спиридону пришлось много потрудиться для облегчения участи несчастных граждан.

#### Общественно-политическая деятельность
О последующей его деятельности в летописях говорится немного. Между прочим, в 1234 году он оплакивал кончину юного князя Феодора, старшего сына новгородского князя Ярослава, погребая его в обители св. Георгия, и в 1244 году он же и в той же обители хоронил и благочестивую мать князя Феодора Феодосию, в инокинях Евфросинию.
Архиепископ ревностно помогал новгородскому князю Александру Невскому отражать ближайших врагов Новгородской земли — шведов: воодушевлённый и молитвенно настроенный архиепископом Спиридоном в Софийском соборе в 1240 году, Александр Невский наголову разбил шведов на берегах Невы и, как герой-витязь, по возвращении из похода, встречен был у св. Софии тем же владыкой Спиридоном.
Ho в том же году, вследствие крамолы новгородцев, Александр Невский покинул Новгород вместе с матерью, супругою и со всеми приближёнными. Шведы опять стали теснить новгородцев, которые тогда поняли, кого они лишились в лице князя Александра Невского и, чтобы вернуть его Новгороду, архиепископ Спиридон должен был дважды ездить с посольством во Владимир и просить князя Ярослава отпустить в Новгород своего старшего сына.
Двадцать лет Спиридон управлял паствою, не вмешиваясь в дела шумного Новгородского веча, стараясь ладить с приходившими в Новгород татарами, и тем самым сохранил в Новгородском крае мир, тишину и безопасность. Скончался он в 1249 году и погребен в Мартириевской соборной паперти.

## Археологические свидетельства
Летом 2013 года археологи Института археологии Российской академии наук в ходе раскопок на территории Юрьева монастыря в Великом Новгороде обнаружили вислую печать архиепископа Спиридона. Печать выделяется из ряда аналогичных хорошей сохранностью и высоким качеством исполнения.